# Забілий Руслан Володимирович
Русла́н Володи́мирович Забі́лий (нар. 1 лютого 1975 село Вишків) — український історик, фахівець з історії ОУН-УПА, директор Національного музею-меморіалу жертв окупаційних режимів «Тюрма на Лонцького» у Львові, екс-директор Центру досліджень визвольного руху (Львів) (2008—2009).

## Біографічні дані
Закінчив історичний факультет Львівського національного університету ім. І. Франка.
Магістр історії (2006); молодший науковий співробітник Інституту українознавства ім. І. Крип'якевича НАН України з 2005 року. Досліджує історію Української повстанської армії. Автор низки статей з історії підрозділів УПА і тактики повстанської армії. Сфера наукових зацікавлень: військова історія Української повстанської армії.
Станом на зараз служить в одній з бригад Збройних сил України, має звання сержанта ЗСУ..

## Прецедент Забілого
Вранці 8 вересня 2010 шестеро співробітників СБУ в цивільному без будь-якої санкції затримали Руслана Забілого на пероні київського вокзалу, коли той виходив зі львівського поїзда. Метою приїзду Руслана до Києва була зустріч з колегами в Інституті національної пам'яті.
Підставою для затримання, за словами Руслана Забілого, в СБУ назвали усну вказівку керівника служби Валерія Хорошковського.
Руслана Забілого обшукали і відвезли в офіс СБУ. Там його без перерви протягом чотирнадцяти з половиною годин допитували десятеро співробітників СБУ. В нього було конфіскувано ноутбук та два жорсткі диски, на котрих знаходилися результати його праці за декілька останніх років. Йому не дозволили повідомити дружину про місце свого перебування. Як згодом повідомила прес-служба СБУ, Забілий «з метою передачі третім особам несанкціоновано зібрав відомості, що становлять державну таємницю».
Руслан Забілий сказав та колишній директор Архіву СБУ Володимир В'ятрович підтвердив його слова, що колекція матеріалів Забілого про історію УПА не містить документів із грифом «таємно» або «цілком таємно». Забілий стверджує, що користувався тільки розсекреченими матеріалами, а до секретних даних СБУ він не мав доступу.
Прес-служба СБУ повідомила про те, що Руслан Забілий був затриманий згідно із порушеною кримінальною справою за фактом підготовки до розголошення відомостей, що становлять державну таємницю, тобто за ознаками злочину, передбаченого ч. 1 ст. 15, ст. 328 Кримінального кодексу України.

### Коментар
Історик Володимир В'ятрович з цього приводу заявив:
співробітники СБУ не лише намагаються приховувати злочини сталінізму, але й використовувати його практику сьогодні, наче за вікном не 2010, а 1937
В. В'ятрович виказав переконання, що «полювання на істориків» — це ланки одного ланцюга, поряд із цензуруванням підручників з історії та припиненням доступу до архівів.

### Громадська реакція на подію
10 вересня 2010 у Львові близько 200 представників громадськості пікетували будинок Головного управління СБУ у Львівській області. Серед учасників були ветерани ОУН і УПА, студенти-історики, зокрема організована група студентів-істориків Українського католицького університету. На пікеті було зачитано звернення істориків; учасники пікету вимагали від СБУ закрити кримінальну справу проти Руслана Забілого і відновити роботу Національного музею «Тюрма на Лонцького».
Наглядовою групою Музею «Тюрма на Лонцького» були поширенні звернення до ЗМІ, уряду та закордонних представництв в Україні. Всі члени Наглядової ради Музею одностайно заявили про свій рішучий протест проти «поверння до сталінщини» в її ганебних формах ідеологічної політики. Учасники заяви вважають цей прецедент небезпечним наступом на свободу. Це прояви «тоталітарної політики і фашизму, котрим ми кажемо рішуче „Ні“!». Члени ради вимагають, щоб спецслужби не втручались в роботу науково-дослідницьких та музейних установ.
З відкритим листом до президента В. Януковича, генерального прокурора О. Медведько та голови СБУ В. Хорошковського «Припинити полювання Служби безпеки України на істориків!» звернулися керівники Української Гельсинської спілки по правах людини — виконавчий директор Володимир Яворський та член правління Євген Захаров.
15 вересня 2010 року відбулася акція «Приходь! Здавайся!», організована громадянським рухом «Відсіч» на підтримку Р. Забілого. До стін Служби безпеки України (м. Київ, вул. Володимирська, 33) прийшло понад 200 пікетувальників з транспорантами «Забілий віз інформацію для мене», «ЦЕ КГБ. Воно кусається та смердить», «Ні відновленню НКВС», «Свободу історикам», а також з кількасотма компакт-дисками, на яких була записана та ж інформація, що містилась в ноутбуку Р. Забілого.
17 вересня акція «Я здаюся СБУ!» на підтримку Руслана Забілого, була організована громадською організацією «Національний Альянс» в Луцьку. Протест мав форму флеш-мобу. Кожен його учасник приніс під приміщення спецслужби комп'ютерний диск із «секретною інформацією» для СБУ та записаними на них матеріалами про ОУН-УПА, які стали відомі громадськості завдяки зусиллям Забілого та його колег. На східцях обласного офісу СБУ протестанти виклали 26 томів «Літопису УПА». Учасники акції тримали в руках плакати з написами: «Ні!» реанімації КГБ!", «1937-ий — не пройде!», «Руки геть від Забілого!» і скандували: «Я здаюся СБУ!». За організацію акції активістку Майю Москвич погрожувати виключити з університету[джерело?].
Під час годинного пікетування виступили Володимир В'ятрович, Оксана Забужко, Степан Хмара та інші, які засудили затримання Р. Забілого співробітниками СБУ та вимагали негайно повернути йому особисті речі — ноутбук та інформацію. Дії СБУ ними були розцінені, як втручання в наукову діяльність історика. На акції були присутні чимало відомих громадських та політичних діячів: Герой України Левко Лук'яненко, Іван Малкович, Василь Овсієнко, Ярина Ясиневич, представники молодіжних організацій, історики та інші. Акція отримала широкий резонанс в Україні та світі, її висвітлювали сотні інтернет-сайтів та десятки телеканалів, навіть таких, як «Інтер» та «Євроньюз».
До 20 вересня 2010 р. 108 закордонних істориків та 114 українських істориків підписали лист-протест проти затримання Р. Забілого співробітниками СБУ і вилучення в нього наукової інформації, розцінивши це, як тиск на історичну спільноту, з метою залякати її, особливо на тих, хто піднімає історичні питання, незручні сучасній владі. Мабуть, це найбільша акція протесту вітчизняних та зарубіжних істориків проти дій влади за часів незалежності України. Тому слід вважати історію, що сталася з Р. Забілим, унікальною.

## Праці

### Статті
- Забілий Р. Нарис історії куреня «Скажених» // Український визвольний рух. — Львів, 2003. — Збірник 1. — С. 125—143.
- Забілий Р. Полковник УПА Степан Фрасуляк — «Хмель» // Український визвольний рух. — Львів, 2005. — Збірник 5. — С. 192—202.
- Забілий Р. Про «монографію» Віктора Ідзя (Українська Повстанська Армія — згідно зі свідченнями німецьких та радянських архівів. — Львів : Сполом, 2005. — 208 с.) // Український визвольний рух. — Львів, 2005. — Збірник 5. — С. 233—234.
- Забілий Р. Підготовка та забезпечення маршів і постоїв рейдуючих відділів УПА // Український визвольний рух. — Львів, 2006. — Збірник 6. — С. 170—183.
- Забілий Р. Історія на замовлення? (Іваненко В., Якунін В. ОУН і УПА у Другій світовій війні: проблеми історіографії та методології. — Дніпропетровськ : АРТ-ПРЕС, 2006. — 423 с.) // Український визвольний рух — Львів, 2007. — Збірник 9. — С. 300—308.
- Забілий Р. Літопис УПА. Нова серія. — К. — Торонто, 2007. — Т. 10: Життя і боротьба генерала «Тараса Чупринки» (1907—1950). Документи і матеріали — 815 с. // Український визвольний рух. Збірник 10: До 100-річчя від дня народження Романа Шухевича. — Львів, 2007. — С. 341—344.
- Забілий Р. Діяльність Української Військової Організації на Долинщині в 1920—1929 роках // Український визвольний рух. Збірник 12. — Львів, 2008. — С. 5—22.
- Забілий Р. Створення УПА в 1942 р.: від теорії до практики // Україна: культурна спадщина, національна свідомість, державність. Вип. 22: Українська повстанська армія в контексті національно-визвольної боротьби народів Центрально-Східної Європи / [гол. редколегії Микола Литвин, упоряд. і наук. ред. Михайло Романюк, Олександра Стасюк]. НАН України, Інститут українознавства ім. І. Крип'якевича. — Львів, 2012. — С. 269—279.
- Забілий Р. Протистояння УПА і польського підпілля на Волині в 1943 році в контексті повстанської війни // Україна: культурна спадщина, національна свідомість, державність. Вип. 24: Український визвольний рух середини XX століття в контексті суспільно-політичних ідей, подій та обставин / [гол. редкол. Микола Литвин, упоряд. і наук. ред. Михайло Романюк, Олександра Стасюк]. НАН України, Інститут українознавства ім. І. Крип'якевича. — Львів, 2014. — С. 211—218.

### Книги у співавторстві
- Забілий Р. Запілля // Українська Повстанська Армія. Історія нескорених / В. В'ятрович (відповід. ред.), Р. Грицьків, І. Дерев'яний, Р. Забілий, А. Сова, П. Содоль. — Львів : Центр досліджень визвольного руху, 2007. — С. 90—103.
- Забілий Р. Щоденне життя повстанця // Українська Повстанська Армія. Історія нескорених / В. В'ятрович (відповід. ред.), Р. Грицьків, І. Дерев'яний, Р. Забілий, А. Сова, П. Содоль. — Львів : Центр досліджень визвольного руху, 2007. — С. 136—143.
- Забілий Р. Повстанські свята // Українська Повстанська Армія. Історія нескорених / В. В'ятрович (відповід. ред.), Р. Грицьків, І. Дерев'яний, Р. Забілий, А. Сова, П. Содоль. — Львів : Центр досліджень визвольного руху, 2007. — С. 144—158.
- Забілий Р. Озброєння // Українська Повстанська Армія. Історія нескорених / В. В'ятрович (відповід. ред.), Р. Грицьків, І. Дерев'яний, Р. Забілий, А. Сова, П. Содоль. — Львів : Центр досліджень визвольного руху, 2007. — С. 182—203.
- Забілий Р. Окупант змінився — боротьба триває // Українська Повстанська Армія. Історія нескорених / В. В'ятрович (відповід. ред.), Р. Грицьків, І. Дерев'яний, Р. Забілий, А. Сова, П. Содоль. — Львів : Центр досліджень визвольного руху, 2007. — С. 254—277.

### Редактор і упорядник праць
- Ремесло повстанця. Збірник праць підполковника УПА Степана Фрасуляка — «Хмеля» / Р. Забілий (ред. і упоряд.). — Львів : Центр досліджень визвольного руху, 2007. — 424 с.

### Статті в інтернет-виданнях
- «Друже командире! Бажаю Вам щасливих Свят!» [Архівовано 9 квітня 2015 у Wayback Machine.] (Історична правда 19.01.2011)
- Діти підпілля: недитяча гра у війну [Архівовано 24 березня 2015 у Wayback Machine.] (Історична правда 25.01.2011)
- Осип «Боксер» Хома: моряк і чемпіон з боксу, який став командиром УПА [Архівовано 9 квітня 2015 у Wayback Machine.] (Історична правда 15.02.2011)
- Як КДБ «дописувало» спогади повстанців [Архівовано 9 квітня 2015 у Wayback Machine.] (Історична правда 15.03.2011)
- Як КДБ «перевиховував» колишніх повстанців [Архівовано 24 березня 2015 у Wayback Machine.] (Історична правда 29.04.2011)
- Акт відновлення державності 30 червня. Як це було (ФОТО) [Архівовано 25 березня 2015 у Wayback Machine.] (Історична правда 30.06.2011)
- Піар від КДБ. Як спецслужба взялася за «зв'язки з громадськістю» [Архівовано 9 квітня 2015 у Wayback Machine.] (Історична правда 21.11.2011)
- Повстанська війна: армія і народ [Архівовано 10 квітня 2015 у Wayback Machine.] (Україна Incognita 18.06.2013)

### Українські ЗМІ
- Персональна сторінка на сайті Національної бібліотеки України ім. В. І. Вернадського [Архівовано 13 вересня 2010 у Wayback Machine.]
- Руслан Забілий на стор. ін-та Українознавства[недоступне посилання з липня 2019]
- Стик-News: Руслан Забілий готувався розголосити державну таємницю?
- «Високий замок»: СБУ «наїхала» на дослідника УПА
- ZAXID.NET: СБУ перетворюється у репресивну машину КГБ, — заява
- ZIK: Lviv historian tells journalists why he was detained by secret service [Архівовано 11 вересня 2010 у Wayback Machine.](англ.)
- Інтев'ю Руслана Забілого Лані Самохваловій, УНІАН [Архівовано 11 вересня 2010 у Wayback Machine.]
- «Дзеркало тижня», 12.09.2010

### Інтерв'ю
- Руслан Забілий: Мене не цікавлять прізвища сексотів, а те, як ними ставали УНІАН 18.02.2011

### Світова преса
- Ukrainian historian ‘planned to leak’ state secrets — Euronews/en [Архівовано 13 вересня 2010 у Wayback Machine.](англ.)
- Ukrainischer Geheimdienst ermittelt gegen Museumsdirektor — Euronews/de [Архівовано 13 вересня 2010 у Wayback Machine.](нім.)
- Reuters/«The Star Phoenix»: Secrets case launched against Ukraine official[недоступне посилання з липня 2019](англ.)
- Radio Liberty/Radio Free Europe: Ukrainian Security Service Launches Criminal Case Against Lviv Museum Head [Архівовано 13 вересня 2010 у Wayback Machine.](англ.)
- Human Rights of Ukraine: Ukraine's Case of the Historians [Архівовано 5 грудня 2010 у Wayback Machine.](англ.)
- Грани.ру: Виталий Портников. Кому служит СБУ? [Архівовано 12 вересня 2010 у Wayback Machine.](рос.)